# Aéroport d'Arapongas
L'aéroport d'Arapongas aussi appelé aéroport Alberto Bertelli (code IATA : APX • code OACI : SSOG) est l'aéroport desservant Arapongas au Brésil.
Il est géré par la municipalité d'Arapongas sous la supervision des Aeroportos do Paraná (SEIL).

## L'histoire
L'aéroport est dédié à l'aviation générale.

## Compagnies aériennes et destinations
Pas de vols réguliers au sein de cet aéroport.

## Accès
L'aéroport est situé à 5 km au nord-ouest du centre-ville d'Arapongas.